# NA-122
La NA-122 es una carretera de interés para la Comunidad Foral de Navarra, tiene una longitud de 33,5 km, comunica Estella con Cárcar, Allo y Lerín.

## Recorrido
La NA-122 inicia su recorrido en Estella, en el enlace con la  NA-1110 .                                                                                                                                                                                                                            Atraviesa los municipios de Estella, Aberin, Morentin, Dicastillo, Allo y Lerín, para finalizar en Cárcar, en el enlace con la  NA-134 .

## Poblaciones y enlaces importantes
| Denominación | Kilómetro | Salida              | Carretera           | Dirección                 |
| ------------ | --------- | ------------------- | ------------------- | ------------------------- |
| NA-122       | 0         |                     | NA-1110             | Estella Ayegui            |
| NA-122       | 0         | Travesía de Estella | Travesía de Estella | Travesía de Estella       |
| NA-122       | 1         |                     | A-12                | Pamplona Logroño          |
| NA-122       | 2         |                     |                     | Pol. Ind. Miguel de Eguía |
| NA-122       | 5         |                     | NA-6115             | Muniáin de la Solana      |
| NA-122       | 5         | Travesía de Aberin  | Travesía de Aberin  | Travesía de Aberin        |
| NA-122       | 6         |                     | NA-6115             | Morentín                  |
| NA-122       | 7         |                     | NA-6342             | Dicastillo Arellano       |
| NA-122       | 10        |                     |                     | Allo (Norte)              |
| NA-122       | 11        |                     | NA-6340             | Allo (Este) Arróniz       |
| NA-122       | 12        |                     | NA-666              | Allo (Oeste) Sesma        |
| NA-122       | 13        |                     |                     | Allo (Sur)                |
| NA-122       | 22        |                     | NA-601              | Lerín Larraga             |
| NA-122       | 22        |                     | NA-6114             | Lerín                     |
| NA-122       | 24        |                     | NA-6210             | Falces                    |
| NA-122       | 25        |                     |                     | Pol. Ind. El Saso         |
| NA-122       | 32        |                     |                     | Andosilla                 |
| NA-122       | 34        |                     | NA-134              | Cárcar Lodosa             |
| NA-122       | 34        |                     | NA-134 NA-6240      | Andosilla San Adrián      |